# Дихлорид-диизоцианат кремния
Дихлорид-диизоцианат кремния — химическое соединение,
хлор- и изоцианопроизводное моносилана
с формулой SiCl2(NCO)2,
бесцветная жидкость.

## Получение
- Реакция тетрахлорида кремния и цианата серебра. Образуется смесь SiCl3NCO, SiCl2(NCO)2 и SiCl(NCO)3.
- Нагревание смеси паров тетрахлорида и тетраизоцианата кремния до 135°С. Образуется смесь SiCl3NCO, SiCl2(NCO)2 и SiCl(NCO)3.

## Физические свойства
Дихлорид-диизоцианат кремния образует бесцветную жидкость.